# Deuxième bataille de Zurich
Pour les articles homonymes, voir Bataille de Zurich.
Deuxième Coalition
Batailles
Guerre de la Deuxième Coalition
- St George's Caye (navale) (09-1798)
- Nicopolis (10-1798)
- Corfou (11-1798)
- Copenhague (navale) (04-1801)
- Algésiras (navale) (06-1801)

Campagne de Hollande
- Callantsoog (08-1799)
- Vlieter (08-1799)
- Zyp (09-1799)
- Bergen (09-1799)
- Alkmaar (10-1799)
- Castricum (10-1799)

Campagne de Suisse
- Ostrach (03-1799)
- Feldkirch (03-1799)
- 1re Stockach (03-1799)
- Frauenfeld (05-1799) (en)
- Winterthour (05-1799)
- 1re Zurich (06-1799)
- Schwytz (08-1799)
- Amsteg (08-1799) (en)
- Saint-Gothard (09-1799)
- 2e Zurich (09-1799)
- Linth (09-1799) (en)
- Muten (10-1799) (ru)
- Engen (05-1800)
- 2e Stockach (05-1800)
- Moesskirch (05-1800)
- Biberach (05-1800)
- Erbach (05-1800)
- Höchstädt (06-1800)
- Ampfing (12-1800)
- Hohenlinden (12-1800)

Campagne d'Égypte
- Malte 1 (06-1798)
- Malte 2 (06-1798)
- Alexandrie (07-1798)
- Chebreiss (07-1798)
- Pyramides (07-1798)
- 1re Aboukir (08-1798)
- Salheyeh (08-1798)
- Malte 3 (09-1798)
- Sédiman (10-1798)
- Caire (10-1798)
- Samanouth (01-1799)
- El Arish (02-1799)
- Syène (02-1799)
- Jaffa (03-1799)
- Saint-Jean-d'Acre (03-1799)
- Mont-Thabor (04-1799)
- 2e Aboukir (07-1799)
- Damiette (11-1799)
- Héliopolis (03-1800)
- 3e Aboukir (03-1801)
- Mandora (03-1801)
- Canope (03-1801)
- Fort Jullien (04-1801)
- Le Caire (06-1801) (en)
- Alexandrie (08-1801)

2e Campagne d'Italie
- Vérone (03-1799)
- Magnano (04-1799)
- Cassano (04-1799)
- Mantoue (04-1799)
- Bassignana (05-1799)
- 1re Marengo (05-1799) (en)
- Modène (06-1799) (en)
- Trebbia (06-1799)
- 2e Marengo (06-1799) (en)
- Novi 1 (08-1799)
- Rome (09-1799)
- Mannheim (09-1799) (en)
- Novi 2 (10-1799) (en)
- Genola (11-1799)
- Gênes (04-1800)
- Sassello (04-1800) (en)
- Fort Bard (05-1800)
- Verceil (05-1800)
- Turbigo (05-1800)
- Montebello (06-1800)
- 3e Marengo (06-1800)
- Pozzolo (12-1800)

La bataille de Zurich se déroule les 25 et 26 septembre 1799 durant la Deuxième Coalition, voit la victoire des troupes françaises du général André Masséna face aux troupes russes  et à celles du Saint-Empire.

## Contexte
Une première bataille a lieu à Zurich le 4 juin 1799, au cours de laquelle les troupes françaises sont repoussées.
Le 3 septembre, le général Masséna trouve un emplacement idéal pour réaliser la traversée des troupes françaises sur la rive droite de la Limmat.

## Préparatifs
Le général Masséna hésite longtemps sur l'emplacement où pourrait s'effectuer la traversée de la Limmat. Après avoir pris connaissance du rapport des officiers d'artillerie et du génie, il se décide à effectuer ce passage à hauteur du poste de Dietikon. 
À l'emplacement de ce poste, la rivière forme un coude considérable. En outre, la convexité se présente du côté des Français. Cela leur donne l'avantage d’avoir leur passage protégé par les feux croisés de leur nombreuse artillerie. Celle-ci se trouve placée sur un plateau élevé, en avant du poste de Nieder-Urdorf. 
Le terrain de la rive droite de la Limmat se trouve bas et favorable au débarquement des troupes françaises. En outre, il y avait, sur les deux rives de la rivière, deux grands bouquets de bois très efficaces pour masquer l'embarquement. Une fois occupé par les Français, la partie du bois de la rive droite de la Limmat pouvait servir de tête de pont. De celle-ci, il devenait difficile, pour l'armée impériale russe, de chasser l'infanterie légère française qu'on y jetterait. 
Toutefois, l'emplacement prévu pour le passage de la rivière présentait aussi de grandes difficultés. Il était notamment presque impossible de traverser autrement que sur des baquets ou à la force des bras. Les officiers français déployèrent une grande énergie dans leurs travaux. En outre, ils furent assez bien appuyés par l’artillerie et le génie. Tout cela permit, de surmonter toutes les difficultés et les obstacles d’un débarquement sur la rive droite de la Limmat par l’intermédiaire du poste de Dietikon. 
Le 25 septembre, avant le jour, tous les préparatifs pour passer la Limmat venaient d’être achevés. Le chef de brigade d'artillerie Dedon n'attendit plus que les derniers ordres du général Masséna pour commencer l’embarquement des troupes françaises. 

### Dispositions tactiques
Le chef d'escadron du 2e régiment d'artillerie à cheval, Maximilien Sébastien Foy, commandait l'artillerie de la division française du général Lorge. Il disposait et plaçait, avec soin, les différentes batteries françaises qui devaient protéger le débarquement sur la rive droite de la Limmat. 
En outre, Foy se mit à garnir de canons le petit plateau qui bordait le poste de Nieder-Urdorf. Dès lors, cette dernière batterie prenait à revers l’aile gauche de l’armée russe. Elle balayait également la plaine entre les deux bois. Enfin, une fois que les troupes russes seraient chassées de la presqu’île, cette batterie de Foy empêcherait tout retour offensif de l’ennemi. 
Foy plaça également de l’artillerie dans le repli inférieur de la Limmat. L’effet recherché était de battre le camp ennemi, prendre la droite de l’armée russe en écharpe et faire un feu croisé de concert avec l’artillerie française placée sur le plateau de Nieder-Urdorf. Dans l'intervalle de ces deux emplacements principaux, Foy avait disposé plusieurs pièces et notamment des obusiers. Ces derniers se trouvaient destinés à battre le bois en avant de la position des Russes. En outre, ces obusiers français devaient empêcher les Russes de s'éclairer. 
Enfin, vis-à-vis et au-dessous du village d'Oetwil, le chef d'escadron d'artillerie Foy avait établi intelligemment une batterie de pièces de douze sur une emmenée qui se trouvait près de la Limmat. Cela avait pour but de battre et d'intercepter la seule communication qui existait entre les camps russes de Würenlos et de Weiningen. À deux heures, toute l'artillerie française se trouvait, dès lors, placée dans ces différentes positions.

### Dispositions des différents corps de l’armée Française
Les troupes françaises du général Lorge, soutenues par la brigade du général Ménard à leur droite, étaient destinées à passer sur la rive droite de la Limmat par l’intermédiaire du poste de Diétikon. 
La réserve de l’armée française se trouvait sous le commandement du général Klein. Elle se composait de grenadiers et d'un corps de cavalerie. Elle fut placée entre les postes de Dietikon et de Schlieren. 
Le général Klein avait pour mission de tenir en échec les postes russes que le général Korsakov avait installés sur la rive gauche de la Limmat. 
La division française du général Mortier devait, également, faire diversion et attirer l'attention des détachements russes qui se trouvaient campés en avant de la Sihl. Cette opération de diversion devait être réalisée par une attaque vigoureuse sur le poste de Wollishofen. 
Pour finir, la brigade de gauche du général Mesnard se trouvait destinée à faire, également, une attaque de diversion sur le village de Brugg. 

## La bataille

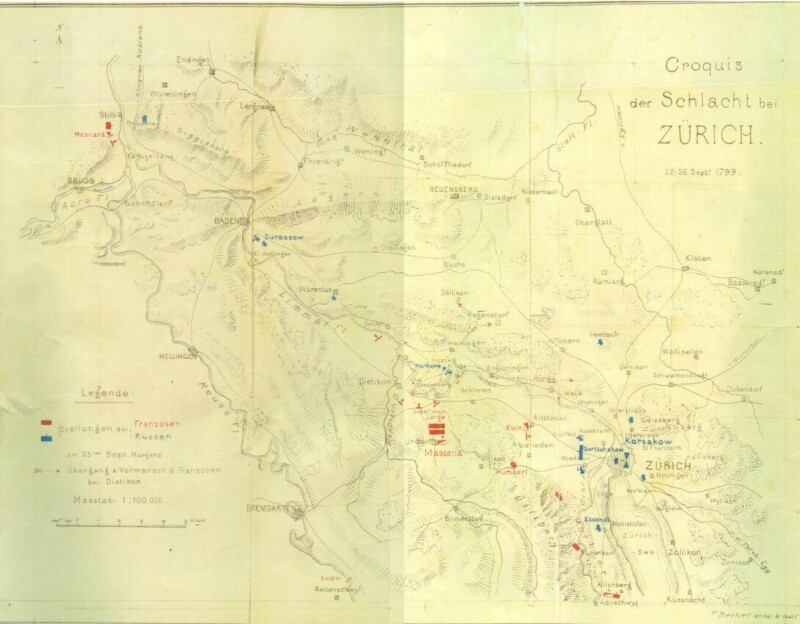
Croquis de la bataille.

À 4 heures du matin, le 25 septembre, les troupes françaises commencent à embarquer. Disposés sur le rivage, les soldats sautent dans les barques qui devaient les transporter sur la rive droite de la Limmat. On commence par remplir les bateaux les plus légers. Cependant, certains d’entre eux sont rapidement surchargés. Ils s'engravent et restent immobilisés quelque temps. L'incident retarde quelque peu le déroulement de l'opération de débarquement. Le bruit que les Français font pour remettre les barques à flot donne l'alarme aux postes russes qui font feu sur la Limmat. Il est environ 5 heures du matin. 
À ce moment-là, les soldats français commencent à témoigner de l'impatience. On entend bientôt les cris de « en avant ! en avant ! » Le passage s'effectue avec tant de rapidité que trois minutes après les premiers coups de fusil, il ne reste plus une seule barque sur la rive gauche de la Limmat. Mis à la tête de trois compagnies de carabiniers et d’un bataillon d'infanterie légère, le chef de bataillon Maransin aborde, le premier, la rive droite, bientôt suivi par les autres troupes de l'avant-garde du général Gazan. Aussitôt débarqué, ce général marche à l’ennemi sous un feu meurtrier.
Les Russes s’avancent plusieurs fois pour rejeter les Français à la rivière. Cependant, les batteries françaises du commandant Foy entretiennent un feu si vif que toutes les contre-attaques des Russes sont repoussées. Le débarquement peut continuer sans problème. Les bateaux retournent sur la rive opposée pour un second voyage, tandis que sans attendre les tambours battent vigoureusement la charge. De crainte de tirer sur les soldats français, Masséna ordonne à Foy de cesser le feu et fait accélérer le débarquement dont le succès est pratiquement assuré. Dès lors que les Français sont assez forts sur l'autre rive, le chef de brigade Dedon commence la construction d’un pont pour permettre le passage de l'artillerie et de la cavalerie. 

### Succès du général Gazan
Pendant que l'on s'occupe de ces travaux, les troupes françaises du général Gazan, postées alors sur la rive droite de la Limmat, se forment en colonne dans le bouquet d'arbres et s’avancent pour attaquer les Russes. Ceux-ci n’attendent pas le choc et se retirent presque aussitôt. Mais le mouvement de retraite n'est qu'une manœuvre du général russe. En effet, en continuant d'avancer, les Français trouvent bientôt toutes les troupes russes du camp de Weiningen rangées en bataille. Une fusillade vive et meurtrière s'engage alors. Les Russes ont l'avantage de la position et sont soutenus par sept pièces d’artillerie, mais les Français reçoivent assez vite de nombreux renforts des troupes continuant à débarquer.
Les troupes françaises de Gazan (la 10e demi-brigade légère et la 37e demi-brigade) chargent à la baïonnette. Les Russes sont bientôt obligés de se retirer avec des pertes énormes. Ce premier succès rend les Français maîtres du plateau boisé et du camp de Weiningen. 

### Fin du débarquement
Pendant ce temps, au prix de peines importantes, la construction du pont avance rapidement. Le général Masséna dirige lui-même les travaux. Sa présence et ses encouragements donnent du cœur à l'ouvrage aux pontonniers. À 8 heures, le pont est praticable. Pas moins de 8 000 soldats français se trouvent déjà sur la rive droite de la Limmat. 
À neuf heures, l'artillerie légère, la cavalerie, et le reste de l'infanterie débarquent sur la rive droite de la Limmat et occupent bientôt le plateau de Fahr. Deux bataillons s’avancent sur le poste d’Oetwl et y prennent position afin de tenir en échec les troupes russes du camp de Wirenlos. 
Tandis que les troupes françaises du général Lorge, soutenues par la brigade du général Mesnard à l'aile droite, manœuvrent ainsi, les autres divisions s'acquittent glorieusement des opérations dont elles ont été chargées.
Dès le point du jour, avec toutes les batteries installées près de Baden, sur les rives de l’Aar, le général Mesnard a maintenu un feu nourri sur les batteries russes. En même temps, il fait avancer les bateaux restés sur l’Aar et place sa brigade sur un seul rang, feignant ainsi de tenter le passage sur l’Aar. Le stratagème fonctionne à merveille puisque l’aile gauche de l’armée russe passe la journée à l'attendre dans la plaine qui borde les postes de Freudenau et de Würenlingen. 
Sous le feu de la mitraille, quelques barques sont transportées à bras, des eaux de l’Aar dans celles de la Limmat et Mesnard parvient à faire traverser un détachement de troupes légères sur la rive droite de la Limmat. Par l’intermédiaire du poste de Vogelsang, il parvient à se rendre maître du cours de la Limmat.

### Succès des généraux Mortier et Lorge
De son côté, le général Mortier a réalisé une attaque assez vigoureuse contre le village de Wollishofen. Les Russes y résistent d’ailleurs assez longtemps, laissant le temps à six bataillons russes d’arriver en renfort.
Cependant, Mortier reçoit, à son tour, le renfort d’un bataillon de la réserve des grenadiers du général Humbert. Les Français effectuent une charge qui permet de repousser les Russes qui fuient vers la ville de Zurich. 
À 8 heures, les troupes du général Lorge n'ont plus d'ennemis devant elles. Cela s’explique par le fait que les Russes avaient été forcés d'évacuer le camp de Weiningen et s'étaient retirés, par les deux rives de la Limmat, vers la ville de Zurich. 
À dix heures, des troupes russes se présentèrent en bataille dans la plaine de la Sihl, en avant de Zurich. Cette colonne se trouvait dès lors sous la protection de l’artillerie des ouvrages de Zurich. 
Se trouvant exposée au feu d'une grande partie de l’artillerie française, cette colonne russe éprouva bientôt une perte considérable en tués ou blessés. 
Après s'être formées sur le plateau de Fahr, les troupes françaises attaquèrent et emportèrent le village de Hongg, ainsi que les batteries qui s'y trouvaient. Tout ceci, malgré une résistance assez opiniâtre de la part des Russes.

### Attaque du général Korsakov
Le général Alexandre Rimski-Korsakov, général en chef de l’armée russe, se vit bientôt pressé par plusieurs côtés à la fois. 
Dès lors, Korsakov décida de réunir à lui une grande partie des troupes russes qu'il avait à Zurich et sur la rive droite de la Limmat. Avec toutes ces troupes, le général russe forma une forte colonne serrée en masse par bataillons. Avec celle-ci, Korsakov s'avança, bientôt, contre les troupes françaises qui débouchaient du poste d’Hongg. 
Cette colonne russe était forte de 15 000 hommes. Plus nombreuse que les troupes françaises qu'elle avait en face d’elle, elle parvint à remporter quelques succès.
Cependant, le général Masséna rappela ses ailes sur son centre, afin d'opposer une plus forte résistance à la marche de la colonne russe. Ensuite, Masséna fit manœuvrer son artillerie légère sur les flancs de la colonne russe. 
La grande colonne russe s'arrêta et resta longtemps inébranlable aux charges impétueuses des Français. Cependant, le feu de l’artillerie légère  avait creusé d’assez larges brèches dans la colonne russe. Masséna ordonna, dès lors, à ses soldats français, de pénétrer à la baïonnette dans les vides que les décharges meurtrières venaient de faire. 
Les Français se jetèrent avec furie sur les Russes, achevèrent de rompre leur masse, et couvrirent, en peu de temps, le champ de bataille de morts et de blessés. Les Russes se mirent à fuir dans le plus grand désordre. Masséna les fit poursuivre par la cavalerie française du général Klein. Celle-ci n'avait pas encore donné et brûlait de prendre part au succès de la journée. La cavalerie française acheva de disperser les bataillons russes et poursuivit les débris de la redoutable colonne jusque dans les faubourgs de Zurich. 
Après cette victoire signalée, les Français, quoique harassés de fatigue, ne prirent point de repos. Masséna donna, immédiatement, l'ordre d'occuper toutes les hauteurs qui séparaient la Limmat de la vallée de la Glatt. Ensuite, il poussa ses avant-postes sur les revers du Zürichberg. Enfin, le soir même, Masséna fit sommer la ville de Zurich d'ouvrir ses portes. Cependant, le général Korsakov proposa des conditions qui ne furent point acceptées par les Français. 
Après avoir pris toutes ses dispositions pour continuer ses succès sur l’armée russe, Masséna fit prendre à ses troupes victorieuses un repos devenu bien nécessaire après les fatigues de cette première journée.

### Reprise de la bataille le 26 septembre
Pendant la nuit du 25 au 26 septembre, le général Korsakov fit abandonner les positions qui avaient été occupées par ses troupes vers la jonction de l’Aar avec le Rhin. 
Se croyant alors en mesure de reprendre l'offensive, le général Korsakov fit descendre, du Zürichberg, une forte colonne russe. Son nouvel objectif était d'attaquer les avant-postes français qui se trouvaient postés sur la route de Winterthur. 
À ce moment même, Masséna commença son mouvement pour attaquer son adversaire et presser la ville de Zurich par les deux côtés de la Limmat. 
Les avant-postes français se replièrent, tout d'abord, sur les hauteurs qui se trouvaient entre les postes d’Affholteren et de Hongg. Cependant, bientôt soutenus par le gros des troupes du général Lorge, les Français se reportèrent en avant. Dès lors, le combat s'engagea vivement et le succès fut longtemps indécis. 
Les Russes firent des efforts incroyables pour rester maîtres de la route de Winterthur. Celle-ci fut prise et reprise successivement par les deux armées.
Finalement, par une dernière charge vigoureusement exécutée en colonne serrée, les Français culbutèrent entièrement les troupes russes et les mirent dans une déroute complète. Dans cette dernière action, les soldats russes subirent d’assez lourdes pertes en tués, blessés et prisonniers.
Immédiatement après cette nouvelle victoire, Masséna s’occupa de l'attaque sur la ville de Zurich. 
Le général Oudinot, qui s'était déjà emparé du faubourg de Baden, s'avança avec une colonne française vers la grande porte de la ville de Zurich. Celle-ci fut, bientôt, enfoncée à coups de canon. 
Après avoir tué ou dispersé le détachement russe qui défendait cette grande porte, le général Oudinot pénétra dans Zurich et chassa les troupes russes de toutes les rues de la ville. Il était alors midi. Zurich se trouvait entre les mains des Français.

## Bilan
La prise de Zurich acheva la ruine et la dispersion de l’armée russe. Cette ville était le quartier-général du général Korsakov. Tous les magasins, les blessés russes, le grand parc d'artillerie et les femmes des officiers russes tombèrent au pouvoir des Français. 
Tous les prisonniers français faits dans les dernières affaires furent également délivrés à cette occasion. Les Russes, pressés si vivement depuis trente-six heures, n’avaient pas eu le temps d'évacuer ces prisonniers français sur leurs arrières. 
La caisse militaire russe avait été prise et reprise plusieurs fois dans la journée. Finalement, elle resta définitivement au pouvoir des Français. 
La perte des Français se monta à 3 000 tués ou blessés. Celle des Russes se monta à 7 000 tués et blessés, 6 000 prisonniers, sept drapeaux et de nombreux canons pris.
Poursuivis vivement par les Français, les débris de l’armée russe se retirèrent d'abord sur Eglisau, et ensuite sur le poste de Schaffhouse.

## Jeux de simulations historiques
- Zürich 1799 : La plus belle victoire de Masséna, de Frédéric Bey (série Jours de Gloire, Vae Victis no 29, 1999)